# Собачья жизнь 2
«Соба́чья жизнь 2» (англ. A Dog's Journey) — американский комедийно-драматический приключенческий фильм режиссёра Гейл Манкусо, который основан на романе Брюса Кэмерона «Путешествие хорошего пса», а также является сиквелом фильма «Собачья жизнь». Мировая премьера состоялась 17 мая 2019 года, в России фильм вышел 27 июня.

## Сюжет
Начинается фильм с рождения внучки Итана, Си-Джей, отец — сын Ханны, погиб, и Глории, матери Си-Джей, тяжело переносить эту утрату. За девочкой присматривают бабушка и дедушка, а так же пёс по имени Бейли. Однажды пёс спас девочку от лошади, к которой она подошла из-за невнимательности Глории. Итан был недоволен данным стечением обстоятельств.
Спустя некоторое время происходит конфликт и недопонимание между Глорией и Итаном с Ханной, из-за чего Глория забирает Си-Джей с собой и уезжает. Итан и Ханна продолжили жить вдвоём и, в скором времени, Итан узнаёт, что Бейли осталось жить недолго. Утром в Амбаре Бейли усыпляют, но перед этим Итан наставляет его защищать Си-Джей.
Бейли умирает и перерождается в Молли. Когда в питомник приходят за братиком Молли, Рокки, щенок узнаёт Си-Джей по запаху. Молли вспоминает свою задачу и запрыгивает девочке на руки. Си-Джей не может отказаться от щенка и берёт питомца с собой. Зная, что мама не выносит собак, девочка скрывает малышку в своей спальне. Тем временем, Глория полностью перестала думать о своей дочери, и пытается наладить свою личную жизнь с карьерой, из-за чего Си-Джей приходится оставаться дома одной. Молли развлекает свою новую хозяйку, утешая во время грозы. Си-Джей и её друг Трент сообща дрессируют своих питомцев. Через какое-то время в гости заезжают Итан и Ханна, чтобы повидаться с Си-Джей, однако Глория им отказывает, а Итан узнаёт в Молли свою собаку Бейли и напоминает, что его предназначение — защищать Си-Джей. Однажды Си-Джей познакомилась с парнем по имени Шейн, который был заносчив и дерзок, они начали встречаться, и в один день Си-Джей попала в полицию из-за того, что выпивала в той компании, в которую её привёл Шейн. Трент забирает Си-Джей из полиции, а также забирает Молли из приюта. Молли и Си-Джей попадают на общественно-полезные работы, на которой проходило обучение собак, для распознавания онкологии в людях по запаху. В то-же время Шейн попытался напасть на Си-Джей, однако она сумела сбежать. По приходе домой она застала свою мать заплаканной, и узнала что её в очередной раз бросил парень. Не вынося свою мать, Си-Джей решила уйти из дома и забрать деньги, которые выплатила страховая компания отца, однако узнаёт, что Глория всё потратила, и не оставила ни цента своей дочери. Си-Джей забирает машину и уезжает, однако Шейн начал преследовать её на своей машине, из-за чего случается автокатастрофа, в которой погибает Молли.
Бейли снова перерождается, на этот раз он стал большим псом по кличке Великан, который жил на заправке с заправщиком, и ждал свою судьбу. Однажды Си-Джей случайно заглянула на эту заправку, и Великан узнал её, однако Си-Джей не поняла, кто стоит перед ней, и уехала. Великан ждал её всю оставшуюся жизнь и, не дождавшись, умер от старости.
В очередном перерождении Бейли воплощается в маленькую собачку, которую назвали Макс. Он помнил, что его предназначение — защищать Си-Джей. Однажды Макс оказался на раздаче собак и увидел Си-Джей. Он бросается в погоню за ней, и нагоняет её уже в лифте. Си-Джей забирает его в квартиру, где знакомит со своим молодым человеком по имени Барри. Но Максу не нравится парень хозяйки. На прогулке он чувствует запах Трента, друга Си-Джей, и ведёт её к нему. Так друзья детства снова встречаются и начинают помогать друг другу. Си-Джей уходит от Барри, так как он не ценит её. Си-Джей временно поселяется у Трента, что вызвало недовольство у девушки Трента. Однажды, после работы, Трент и Си-Джей обсуждают вероятную карьеру певицы и боязнь публики у Си-Джей, но внезапно Макс учуял запах и скрестил лапы напротив Трента, что замечает Си-Джей, и советует обратиться Тренту к врачу.
Диагноз подтвердился, и у Трента обнаружили рак на ранней стадии. Девушка Трента не желает быть сиделкой и ухаживать за ним, и бросает его, но Си-Джей остаётся и ухаживает за ним как может. После выздоровления Трента, Си-Джей спустя долгое время встречается с Глорией, которая заявляет, что перестала пить. Глория передаёт Си-Джей письма отца, а также рассказала о Итане и Ханне. Си-Джей, читая письма своего отца, вдохновляется и едет к Итану с Ханной.
По приезде Макс резво бежит стучать в дверь своему хозяину. Итан, уже сильно постаревший, выходит встречать их, а затем появляется и Ханна, обрадовавшись приезду Си-Джей. Си-Джей узнаёт, почему её мать уехала, и почему они не виделись так долго. Итан рассказывает за столом, что Макс — это Бейли. Си-Джей не понимает и не верит ему, однако они выходят на улицу и, после фирменного трюка, она верит в то, что эта собака не раз оказывалась в нужной ситуации. Си-Джей бежит к Тренту и признаётся ему в любви.
Спустя какое-то время у Си-Джей и Трента рождается ребёнок, которого навещает Глория, и с которым они едут к Итану с Ханной. Позже Итан умирает, а Макс находится с ним рядом. Спустя несколько лет умирает и Макс, на руках у Си-Джей, выполнив своё предназначение.
Бейли больше не перерождается, а остаётся в загробном мире и бежит к своему хозяину Итану. В финальной сцене они бегут по золотистому полю пшеницы, навстречу солнцу, и наконец, они навсегда остаются вместе.

## Актёрский состав
| Актёр               | Роль                        |
| ------------------- | --------------------------- |
| Джош Гэд            | Бэйли, Молли, Великан, Макс |
| Деннис Куэйд        | Итан Монтгомери             |
| Кэтрин Прескотт     | Си-Джей                     |
| Марг Хелгенбергер   | Ханна                       |
| Бетти Гилпин        | Глория                      |
| Генри Лау           | Трент                       |
| Эбби Райдер Фортсон | юная Си-Джей                |
| Йен Чен             | юный Трент                  |
| Даниэла Барбоза     | Лизль                       |
| Джейк Мэнли         | Шейн                        |

## Производство
21 июня 2017 года генеральный директор Amblin Entertainment Майкл Райт объявил, что продолжение фильма «Собачья жизнь» находится в разработке.
26 августа 2018 года Universal Pictures начала производство сиквела. Основные съёмки стартовали в августе 2018 года.